# مونيوغراندي
بلدية مونيوغراندي (بالإسبانية: Muñogrande) هي بلدية تقع في مقاطعة آبلة التابعة لمنطقة قشتالة وليون وسط إسبانيا.

## الديموغرافيا
بلغ عدد سكان بلدية مونيوغراندي 78 نسمة عام 2011 (وفقاً للمعهد الوطني للإحصاء الإسباني).
| 111 | 109 | 101 | 93 | 85 | 77 | 78 |